# Salsolinol
Salsolinol ist ein Isochinolin-Alkaloid, das als Racemat mit bis zu 25 µg/g in Schokolade, Kakao und Bananen vorkommt, aber auch im Organismus endogen gebildet werden kann. Salsolinol hemmt verschiedene Enzyme, beispielsweise die Monoamin-Oxidase und die Tyrosinhydroxylase. Es ist in höheren Konzentrationen neurotoxisch, und der Verdacht wurde erhoben, dass ihm eine wichtige Rolle bei der Pathogenese der Parkinson-Krankheit zukommt. Die Ursachen der Neurotoxizität sind ansatzweise bekannt. So spielt die Erzeugung von oxidativem Stress eine Rolle. In niedrigen Konzentrationen scheint Salsolinol neuroprotektive Eigenschaften zu haben. Salsolinol ist ein Metabolit des Ethanols und als solcher für dessen berauschende Wirkung mitverantwortlich.

## Bedeutung als Ethanolmetabolit
Im Organismus bildet sich nach Ethanolaufnahme Salsolinol aus Acetaldehyd, d. h. dem ersten metabolischen Oxidationsprodukt des Ethanols, und dem Neurotransmitter Dopamin.
Beide Enantiomere des Salsolinols sind funktionell selektive Agonisten am μ-Opioidrezeptor, indem sie den Signalpfad über das G-Protein aktivieren, nicht hingegen über das β-Arrestin. Die Potenz des Razemats ist mit EC50 von 20 μM deutlich schwächer als die von Morphin (4 nM). (S)-Salsolinol ist wirksamer als sein Pendant (EC50 = 9 μM versus 600 μM). Am Rezeptor besetzen Morphin und Salsolinol dieselbe Bindungsstelle und nehmen dabei die gleiche Lage ein.

## Synthese
Salsolinol wird biochemisch aus Dopamin und Pyruvat synthetisiert. Katalysiert wird die biochemische Synthese durch das Enzym Salsolinol-Synthase. Dabei entsteht (R)-(+)-Salsolinol.
Sowohl physiologisch als auch präparativ (z. B. im Labor) bildet sich razemisches (RS)-Salsolinol durch Kondensation von Dopamin mit Acetaldehyd gemäß der Pictet-Spengler-Reaktion.

## Stereoisomerie
Salsolinol ist chiral und enthält ein Stereozentrum. Es existieren also zwei Enantiomere, das (S)-Salsolinol und das (R)-Salsolinol. Die Enantiomere besitzen unterschiedliche Cytotoxizität: (S)-Salsolinol ist zytotoxischer (IC50 = 67 μmol·l−1) als (R)-Salsolinol (IC50 = 167 μmol·l−1).